# Kinkora
Kinkora es un municipio rural canadiense situado en la provincia de Isla del Príncipe Eduardo.

## Superficie
Kinkora tiene una superficie de 3,97 km².

## Demografía
En 2021, tenía 388 habitantes, una densidad poblacional de 97,8 hab./km², y 169 viviendas.